# Военно-морские силы Ганы
Военно-морские силы Ганы (англ. Ghana Navy) — один из видов вооружённых сил Ганы. Образованы парламентским актом 29 июля 1959 года. Управляются Министерством обороны Ганы. Командующим ВМС в настоящее время является контр-адмирал Питер Кофи Фаиду (англ. Peter Kofi Faidoo). В названиях кораблей и судов ВМС используется префикс GNS.

## История

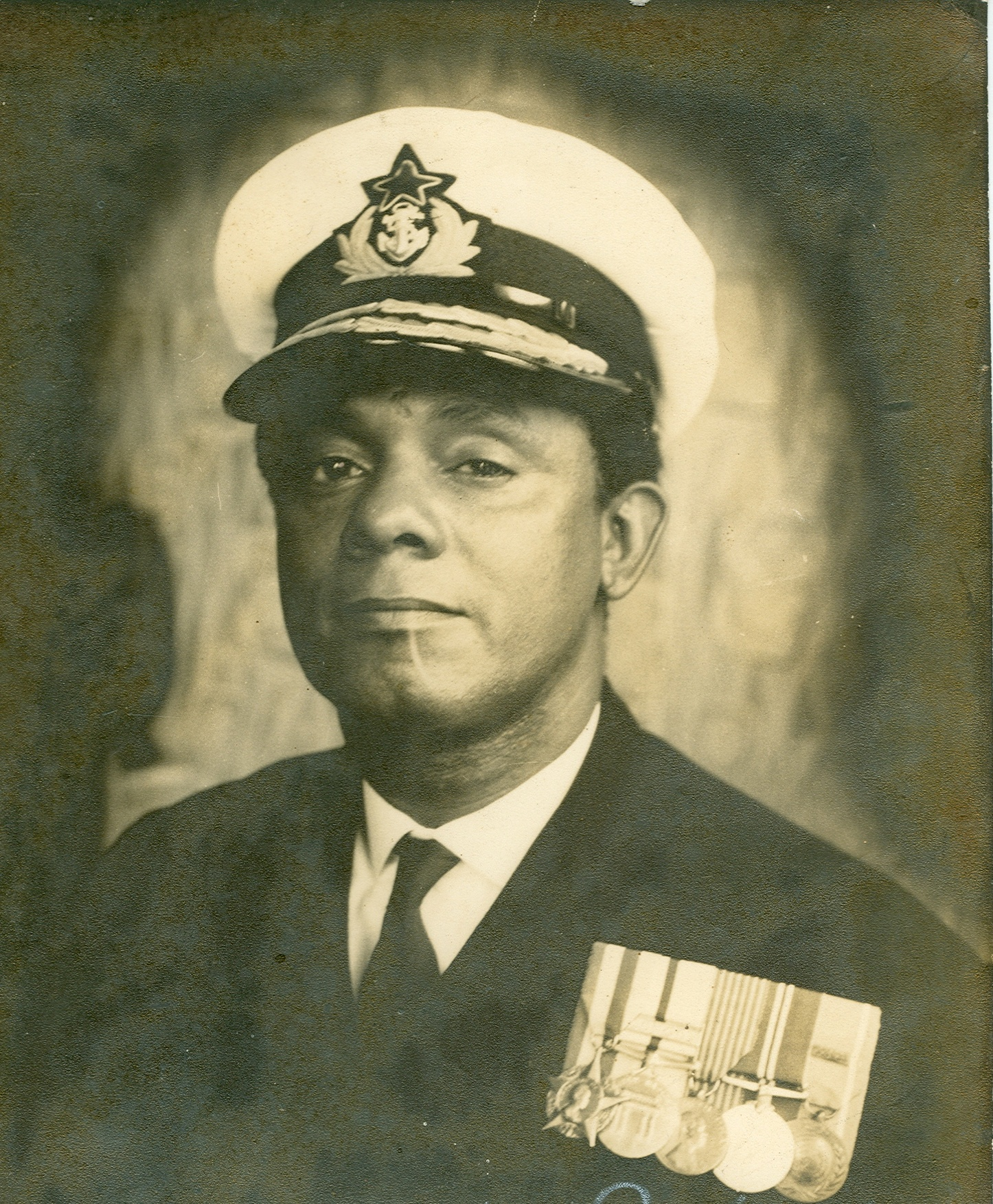
Контр-адмирал Дэвид А. Хансен.

Во время Второй мировой войны на территории Ганы были сформированы добровольческие морские силы, задачей которых было патрулирование прибрежных вод и борьба с минами. После провозглашения независимости в 1957 году были образованы новые военно-морские силы, также формировавшиеся из добровольцев. Они включали в себя два подразделения. Штаб-квартира и один из дивизионов находились в Такоради, второй дивизион базировался в Аккре. 29 июля 1959 года парламентским актом были учреждены регулярные Военно-морские силы страны. Помощь в создании ВМС оказали офицеры ВМС Великобритании. Первым командующим флотом стал коммодор Форман, отставной офицер британского флота. Первыми кораблями флота стали два тральщика типа «Хэм», полученные 31 октября 1959 года. Корабли получили имена GNS Yogaga и GNS Afadzato (бывшие HMS Malham и HMS Ottringham). Первым ганцем, занявшим пост командующего ВМС, стал контр-адмирал Дэвид А. Хансен.
Задачи ВМС в настоящее время определяются морской стратегией государства, которая заключается в сдерживании и защите от любой агрессии с моря. К ним относятся: сохранение территориальной целостности государства, предотвращение преступной деятельности, управление морскими ресурсами и охрана окружающей среды, безопасность жизни и имущества в море, участие в миротворческих операциях, оказание помощи гражданским властям при стихийных бедствиях.

## Организационная структура
Штаб-квартира ВМС расположена в Аккре. В состав военно-морских сил входит три оперативных командования: Западное (штаб в Секонди), Восточное (штаб в Теме) и Учебное.
Западное оперативное командование включает в себя: непосредственно корабли ВМС, военно-морскую базу Секонди, судостроительную верфь, базу тылового обеспечения и учебный центр. Восточное оперативное командование состоит из военно-морской базы Тема, учебного центра и радиолокационного комплекса.
В структуру ВМС входят департаменты: оперативный, административный, учебный, снабжения, технический, разведывательный и научно-исследовательский.

## Корабельный состав

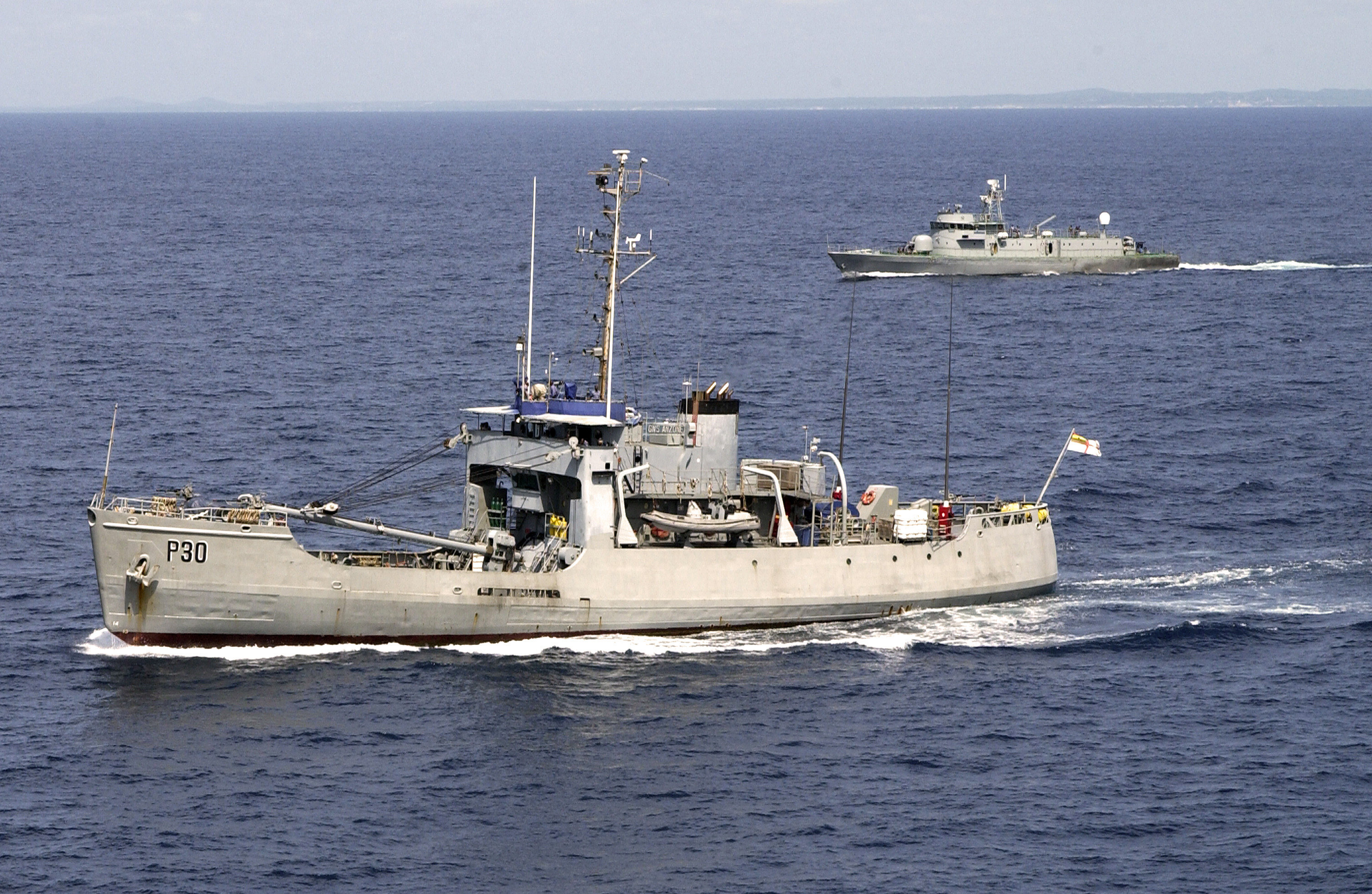
Патрульный корабль GNS Anzone (P30) в Гвинейском заливе, 2005 год.

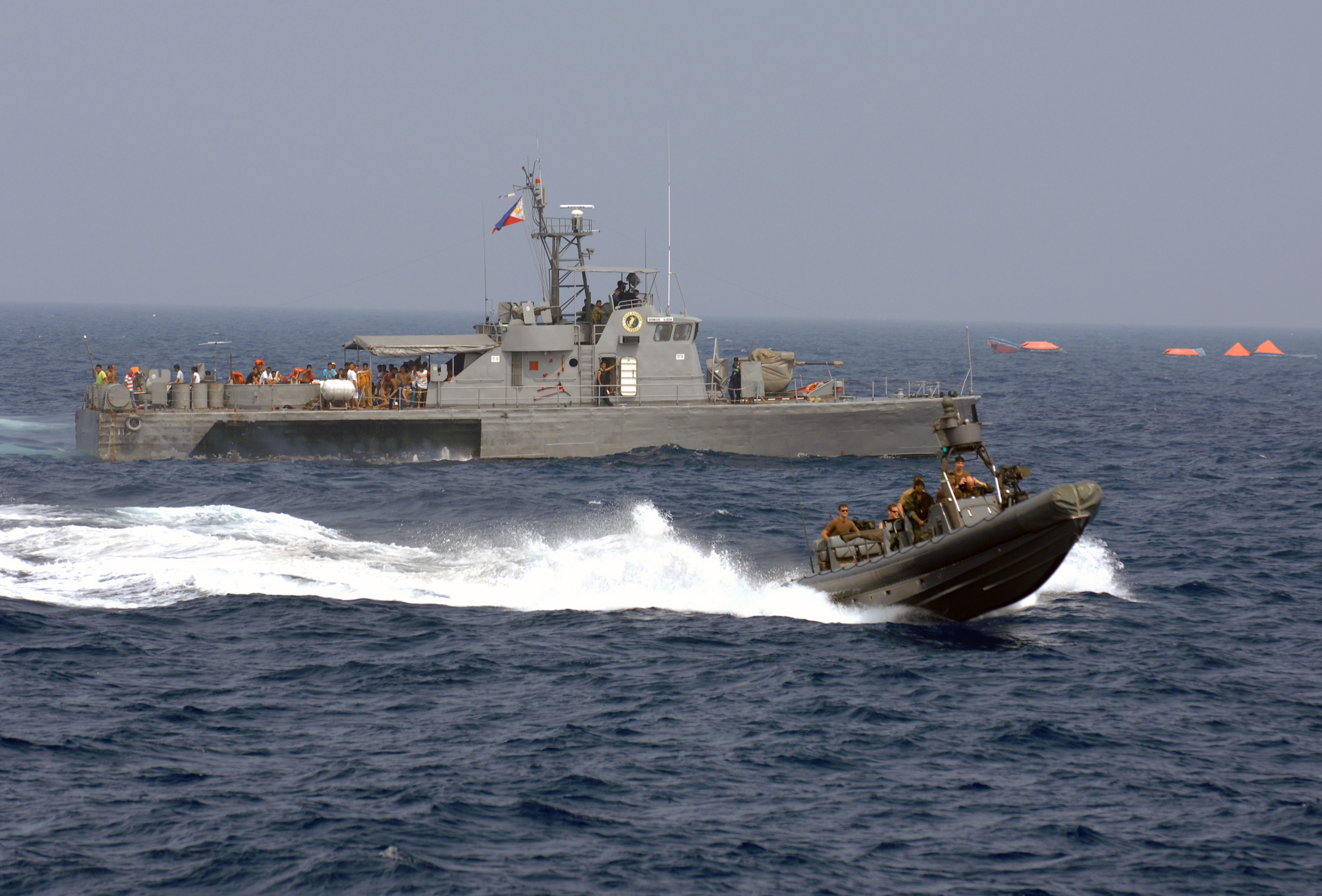
Филиппинский патрульный корабль BRP Dioniso Ojeda (PG-117), однотипный с GNS Stephen Otu (P33), 2009 год.

| Тип                               | Номер вымпела | Наименование      | В составе флота   | Состояние | Примечания                                           |
| --------------------------------- | ------------- | ----------------- | ----------------- | --------- | ---------------------------------------------------- |
| Патрульный корабль типа «Снейк»   | P34           | GNS Blika         | с 21 февраля 2012 | в строю   | производство КНР                                     |
| Патрульный корабль типа «Снейк»   | P35           | GNS Garinga       | с 21 февраля 2012 | в строю   | производство КНР                                     |
| Патрульный корабль типа «Снейк»   | P36           | GNS Chemle        | с 21 февраля 2012 | в строю   | производство КНР                                     |
| Патрульный корабль типа «Снейк»   | P37           | GNS Ehwor         | с 21 февраля 2012 | в строю   | производство КНР                                     |
| Патрульный корабль типа «Бальсам» | P30           | GNS Anzone        | с 2001            | в строю   | бывший корабль береговой охраны США USCGC Woodrush   |
| Патрульный корабль типа «Бальсам» | P31           | GNS Bonsu         | с 2001            | в строю   | бывший корабль береговой охраны США USCGC Sweetbrier |
| Патрульные катера типа «Чамсури»  | P33           | GNS Stephen Otu   | с 21 января 2011  | в строю   | бывший корабль ВМС Республики Корея PKM 237          |
| Ракетный катер типа «Альбатрос»   | P27           | GNS Sebo          | с 2010            | в строю   | приобретён у ВМС Германии в 2005 году                |
| Ракетный катер типа «Альбатрос»   | P31           | GNS Dzata         | с 2010            | в строю   | приобретён у ВМС Германии в 2005 году                |
| Ракетный катер типа «Гепард»      |               | GNS Yaa Asantewaa | с 31 июля 2012    | в строю   | приобретён у ВМС Германии                            |
| Ракетный катер типа «Гепард»      |               | GNS Naa Gbewaa    | с 31 июля 2012    | в строю   | приобретён у ВМС Германии                            |
| Ракетный катер типа «Ачимота»     | P28           | GNS Achimota      | с 27 марта 1981   | в строю   | производство ФРГ                                     |
| Ракетный катер типа «Ачимота»     | P29           | GNS Yogaga        | с 1981            | в строю   | производство ФРГ                                     |
| Патрульный катер типа PB Mk III   |               | GNS David Hansen  | с 2001            | в строю   | приобретён у ВМС США                                 |

## Командующие
| - коммодор Арчибальд Форман (1959—1961) - контр-адмирал Дэвид Анимле Хансен (1961—1967) - вице-маршал авиации Майкл Оту (1967—1968) - коммодор Филемон Куайе (1968—1972) - коммодор Джой Кобла Амедуме (1972—1973) - коммодор Чемого Кевин Дзанг (1973—1974) - коммандер Джордж Беду-Аддо (1974—1975) - контр-адмирал Чемого Кевин Дзанг (1975—1977) - контр-адмирал Джой Кобла Амедуме (1977—1979) - коммодор Стефан Обимпе (1979—1981) - кэптен Д. В. Боатенг (1982) | - коммодор Д. К. Оппонг (1982—1985) - контр-адмирал Бенджамин Охене-Квапонг (1985—1990) - контр-адмирал Том Аннан (1990—1996) - вице-адмирал Эммануэль Осеи Овусу-Анса (1996—2001) - контр-адмирал Джон Кодзо Гбена (2001—2005) - контр-адмирал Артур Риби Сампа Нуну (2005—2009) - контр-адмирал Мэттью Куоши (2009—2013) - контр-адмирал Джоффри Мавули Бьекро (2013—2017) - контр-адмирал Питер Кофи Фаиду (2017—н. в.) |